# Therapy?
Therapy? es una banda norirlandesa de rock/metal alternativo formada en 1989 por Andy Cairns (voz y guitarra) y Fyfe Ewing (batería).

## Historia

### Primeros años (1989-1992)
Andy Cairns y Fyfe Ewing tocaban en bandas de covers de punk. Los dos grabaron una cinta demo con Andy tocando el bajo. Para tocar en vivo reclutaron a Michael Mckeegan. Después llegó otra demo (Meat Abstract). Therapy? lanzó el single Meat Abstract en 1990. En julio de 1991 lanzan su primer disco Babyteeth y en enero de 1992 Pleasure Death, ambos tuvieron el suficiente éxito para llamar la atención de A&M Records y ficharlos. Debutaron en A&M con Nurse seguido de su single "Teethgrinder".
En 1994 se vio el lanzamiento más exitoso de la banda, Troublegum, con el que ganó una serie de apariciones en festivales de rock e indie incluido Reading (tercera participación consecutiva), Donington y Phoenix solo en el Reino Unido. Con la impaciencia de montar un nuevo álbum, Infernal Love fue lanzado en junio de 1995. Una segunda aparición en Donington a petición de Metallica, y produjeron los singles como Stories y Loose, posteriormente le siguió Diane que fue un top 10 en 15 países europeos.
Fyfe Ewing se retira de la banda en 1996 y lo reemplaza Graham Hopkins sumado a la integración de un celista Martin McCarrick. Después del tour de mediados de 1996 la banda se toma un largo descanso. 
Mientras el single Church of Noise fracasó comercialmente, esto marcó el regreso de la banda después de tres años sin lanzamientos. El disco Semi Detached trascendió la trayectoria de Troublegum e Infernal Love por su oscura y melancólica atmósfera, sin embargo, la promoción del álbum fue escasa, debido a problemas con A&M, el cual culminó con la pérdida de su acuerdo con la compañía. Sin sello, Cairn y Mckeegan financiaron el tour ellos mismos.

### Suicide Pact - You First(1999-2003)
La banda en 1999 lanzó a través del sello Ark21 su quinto álbum Suicide Pact - You First, seguido en el 2000, de otro lanzamiento compilatorio So Much For The Ten Year Plan-A Retrospective 1990-2000.
Siguieron con Shameless en el 2001, producido por Jack Endino. Sin embargo Graham Hopkins infeliz con su limitación musical con la banda se sale en diciembre del 2001, la banda se encontró sin baterista y sin acuerdo con algún sello. La banda giró en el 2002 con el ex 3 Colours Red, Keith Baxter y posteriormente reemplazado definitivamente por Neil Cooper, además encontró un acuerdo con Spitfire Records. La nueva alineación lanzó su séptimo álbum de larga duración High Anxiety y también se lanzó un primer DVD titulado Scopophobia, un concierto grabado en el Belfast's Mandella Hall en 2003 más los vídeos promocionales y extras.

### Never Apologise Never Explain(2004-2009)
McCarrick salió de la banda en 2004 y volvieron a ser un trío desde 1995. El 27 de septiembre de 2004 publican su octavo álbum Never Apologise Never Explain. El 24 de abril de 2006 fue el lanzamiento del álbum One Cure Fits All.
En septiembre de 2006 grabaron un show en estudio titulado The Webgig el cual consistió en canciones elegidas por sus fanáticos, al año siguiente esas canciones estuvieron a la venta en el sitio oficial de la banda. Después de ese lanzamiento la banda se ganó la atención de su sello antiguo Universal Records (quien posee los derechos del material de las bandas de A&M Records) quien lanzó un DVD con sus viejos videoclips y un doble CD con las sesión en BBC (Music Through A Cheap Transistor) en 2007.
En el 2008, comenzaron la producción de un nuevo álbum con Andy Gill, este se lanzó en marzo de 2009 titulado Crooked Timber por Blast Records/Global Music. Para conmemorar el 20 aniversario de su primer lanzamiento comercial, tocaron 3 noches en el Monto Water Rats de Londres en el cual fueron grabados para el primer CD en vivo We're Here To The End. La banda tocó en muchos festivales europeos incluyendo en el Knebworth Sonisphere donde tocaron el disco Troublegum completamente.

### 20 aniversario (2010-2013)
En el 2010 empezaron a grabar su decimotercer disco A Brief Crack of Light, y se mezcló en marzo de 2011, en Blast Studio de Newcastle. Sin embargo, anunció un cambio de planes grabando otra sesión con nuevas canciones, estas se mezclaron con la de la primera sesión y se lanzó en el 6 de febrero de 2012. El single, ‘Living in the Shadow of the Terrible Thing’ fue lanzado de forma anticipada el día 23 de enero de 2012.
The Gemil Box se lanzó el 18 de noviembre de 2013; una caja que abarca toda su carrera con material raro e inédito. El contenido incluía versiones remasterizadas de Nurse , Troublegum , Infernal Love y Semi-Detached , tres CD de temas raros e inéditos, un DVD de la interpretación de Sonisphere de 2010 de la banda del álbum Troublegum , piratas oficiales de London ULU '91 y London Mean Fiddler '92. , un vinilo de 12" de sus primeros demos y un casete de una grabación en vivo de Dublín 1990.

### Disquiety espectáculos acústicos (2014-2017)
El 18 de febrero de 2014, la banda comenzó la preproducción del álbum de estudio número 14 con el productor Tom Dalgety de Blast Studios en Newcastle.  El álbum, titulado Disquiet, fue lanzado en el nuevo sello discográfico de la banda el 23 de marzo de 2015.
La banda comenzó la primera etapa de su Disquiet Tour en el Reino Unido en marzo, antes de visitar los Países Bajos, Bélgica y Alemania, y regresar al Reino Unido a lo largo de abril.
El sencillo Tides se lanzó el 15 de abril de 2016,aunque estaba disponible en principios de marzo para comprarlo en CD de edición limitada en la gira de la banda por el Reino Unido interpretando el álbum Infernal Love en su totalidad. Siguieron festivales de verano en el circuito europeo, incluida una cita en el Wacken Open Air en Alemania.Therapy? realizó una gira totalmente acústica "Wood & Wire" por Bélgica, Holanda, Austria, Alemania y el Reino Unido desde el 14 de noviembre hasta el 1 de diciembre de 2016.Un álbum acústico de 11 pistas recién grabado titulado Wood & Wire estaba disponible para su compra en CD. En abril de 2017 se llevó a cabo una gira de seis fechas por Dublín.
El 21 de julio de 2017, la banda anunció un álbum acústico doble en vivo, Communion: Live at the Union Chapel , que se lanzará el 21 de agosto de 2017. El álbum fue grabado en Londres el 1 de diciembre de 2016 durante el tour acústico europeo "Wood & Wire".

### Cleave(2018-2019)
El 15 de enero de 2018, la banda comenzó a grabar su decimoquinto álbum de estudio en Blast Recording en Newcastle con Chris Sheldon como productor. La banda anunció que lanzará su decimoquinto álbum de estudio, Cleave, el 21 de septiembre a través de la discográfica Marshall Records.  Therapy? publica el vídeo con la letra oficial de la canción Sucess? Success Is Survival, perteneciente al decimoquinto álbum de estudio de la banda.
Un segundo sencillo, "Wreck It Like Beckett", se lanzó como descarga digital el 7 de septiembre de 2018, antes del lanzamiento de " Cleave " el 21 de septiembre de 2018. La canción Kakistocracy se lanzó como sencillo únicamente digital junto con un vídeo musical el 24 de enero de 2019.

## Discografía

### Álbumes de estudio
- Babyteeth (1991)
- Pleasure Death (1992)
- Nurse (1992)
- Troublegum (1994)
- Infernal Love (1995)
- Semi-Detached (1998)
- Suicide Pact – You First (1999)
- Shameless (2001)
- High Anxiety (2003)
- Never Apologise Never Explain (2004)
- One Cure Fits All (2006)
- Crooked Timber (2009)
- A Brief Crack of Light (2012)
- Disquiet (2015)
- Cleave (2018)
- Hard Cold Fire (2023)

### Sencillos
- "Meat Abstract" (1990)
- "Teethgrinder" (1992)
- "Shortsharpshock" (E.P.) (1993)
- "Face the Strange" (E.P.) (1993)
- "Opal Mantra" (1993)
- "Nowhere" (1994)
- "Trigger Inside" (1994)
- "Die Laughing" (1994)
- "Isolation" (1994)
- "Femtex" (1994)
- "Stories" (1995)
- "Loose" (1995)
- "Diane" (1995)
- "Stories" (1996 re-release)
- "Bad Mother" (1996)
- "Church of Noise" (1998)
- "Lonely, Cryin', Only" (1998)
- "Hate Kill Destroy" (2000)
- "Bad Karma Follows You Around" (2000)
- "Gimme Back My Brain" (2001)
- "I Am the Money" (2001)
- "If It Kills Me/Rust" (2003)
- "My Voodoo Doll" (2003)
- "Polar Bear/Rock You Monkeys" (2005)
- "Rain Hits Concrete" (E.P.) (2006)
- "Crooked Timber" (2009)
- "Exiles" (2010)
- "Living in the Shadow of a Terrible Thing" (2012)

## Enlaces
- Página web oficial
- Página de Facebook del grupo